# Villalmóndar
Villalmóndar es una pequeña población ubicada en la comarca de Montes de Oca perteneciente a la provincia de Burgos, comunidad autónoma de Castilla y León, España.

## Datos básicos
Administrativamente es una pedanía que pertenece al municipio de Valle de Oca junto con otras como Mozoncillo de Oca, Villalomez, Villanasur, Villalbos y Cueva Cardiel. Pertenece al partido judicial de Belorado. En invierno tiene 6 habitantes y en verano puede llegar a tener 80. Cuenta con 10 personas empadronadas en 2006 (INE). 
Wikimapia\ Coordenadas: 42°27'11"N 3°20'10"W

## Accesos y comunicaciones
Está a 36 kilómetros de Burgos, a 18 kilómetros de Belorado, a 15 de Briviesca. La forma más rápida de llegar al pueblo desde Burgos es tomando la carretera nacional N-I hasta Castil de Peones, y desviarse por una carretera local, BU-703, que está pasando Castil a la derecha. Desde Castil está solamente a 5 kilómetros de distancia. Se pasa antes por Alcocero de Mola y por Cueva Cardiel.

## Economía local
Su fuente de ingresos es la agricultura de secano (trigo y cebada). Posee también un almacén de cereales.

## Caza y pesca
El río Oca es el río que transcurre por el pueblo. Se pueden pescar truchas. La caza también es una actividad característica. Existe un coto de caza. La perdiz y la codorniz son los animales más habituales.

## Historia
Este valle del Oca conserva los nombres de los colonizadores de la Reconquista. En el año 836 apareció por aquí el sacerdote Cardello con sus compañeros, familiares y exploradores; traía libros y enseres y arreaban una punta de ovejas, vacas y yeguas. Querían colonizar este valle abrigado, defendido de las correrías árabes por estar entre dos vías frecuentadas por las columnas militares. Un colonizador mozárabe conocido como "Abolmondar Albo" puebla esta localidad.
Villa perteneciente a la Hermandad de Montes de Oca en el partido Juarros, uno de los catorce que formaban la Intendencia de Burgos durante el periodo comprendido entre 1785 y 1833, tal como se recoge en el Censo de Floridablanca de 1787. Tenía jurisdicción de realengo con alcalde ordinario.
A la caída del Antiguo Régimen queda constituida como ayuntamiento constitucional del mismo nombre en el partido Belorado, región de Castilla la Vieja, contaba entonces con 67 habitantes.

## Festividades
Los días festivos son el 29 y 30 de agosto. El patrón es San Juan Bautista.

## Personajes ilustres
Rufino Sagredo Arnáiz, hermano de La Salle, profesor de Ciencias Naturales y botánico.